# Pseudocellus permagnus
Espèce
Pseudocellus permagnus est une espèce de ricinules de la famille des Ricinoididae.

## Distribution
Cette espèce est endémique de la province d'Artemisa à Cuba. Elle se rencontre dans la sierra del Rosario dans une grotte du système El Altar.

## Description
Le mâle holotype mesure 9,04 mm et les femelles de 9,45 à 10,22 mm.

## Systématique et taxinomie
Cette espèce a été décrite par Armas en 2017.

## Publication originale
- Armas, 2017 : « Cuatro especies nuevas de Pseudocellus de Cuba (Arachnida: Ricinulei). » Revista ibérica de aracnología, vol. 30, p. 87–99.